# Minerva Aguilar Temoltzin
Minerva Aguilar Temoltzin (Tlaxcala de Xicohténcatl, 1 de febrero de 1975) es una poeta y profesora mexicana.

## Biografía
Nacida en Tlaxcala de Xicohténcatl, Tlaxcala, obtuvo una licenciatura en literatura hispanoamericana por la Universidad Autónoma de Tlaxcala (UAT). Posteriormente realizó una maestría en lengua y literatura hispanoamericana por la Universidad de las Américas de Puebla (UDLAP) y un doctorado en letras modernas.
Fue becaria del Fondo Estatal para la Cultura y las Artes (FECA) Tlaxcala en 2000. Ha trabajado en la Universidad Pedagógica Nacional (UPN) y en el Consejo Nacional para la Cultura y las Artes (Conaculta).
Dentro de su labor literario, ha publicado varios libros de poesía, entre los que se destacan: Imágenes de luna en el espejo (1997), Amor-atados (2002), En la piel de nadie (2005), y Exit 2012 (2012). Parte de su obra ha sido publicada en casi una decena de antologías de México, Perú, Uruguay y Estados Unidos.

### Premios y reconocimientos
Obtuvo el Premio Estatal de Poesía Dolores Castro en 2000. Ganó el Bits of Poetry Award, otorgado por la Universidad de Texas (UT) en 2008.

## Publicaciones seleccionadas

### Antologías
- Zárate Méndez, Yassir, ed. (2006). Ayer el futuro era hoy : muestra de poesía de Tlx. Tlaxcala: Gobierno del Estado de Tlaxcala / Instituto Tlaxcalteca de Cultura (ITC) (Vuelta a la tierra).
- Echeverría García, Adán; Pacheco, Armando, eds. (2008). Del silencio hacia la luz : mapa poético de México : poetas nacidos en el período 1960-1989, volumen VII Tabasco-Zacatecas. Mérida, Yucatán: Ediciones Zur.
- Abreu Flores, Zaría; Aguilar Temoltzin, Minerva; Aguirre Sánchez, Gabriela; Dosamantes, Isolda; Galván, Guadalupe; González Velázquez, Mónica; Oaxaca, Bárbara; Peart Cuevas, Alejandra; Pereida, Refugio; Santopietro, Judith; Valdepeña, Aída (2008). Musa de musas : poesía de mujeres desde la ciudad de México. México, D. F.: Proyecto Literal (Lavíboradelamar). ISBN 9786079503628.

### Poesía
- Aguilar Temoltzin, Minerva (1997). Imágenes de luna en el espejo. Tlaxcala, Tlaxcala: Consejo Nacional para la Cultura y las Artes / Coordinación Nacional de Descentralización / Gobierno del Estado de Tlaxcala / Instituto Tlaxcalteca de Cultura (ITC) (Briza).
- Aguilar Temoltzin, Minerva (2002). Amor-atados. México, D. F.: Universidad Iberoamericana Puebla / Instituto Tlaxcalteca de Cultura (ITC) (Colección Los Premios). ISBN 9789687507705.
- Aguilar Temoltzin, Minerva (2005). En la piel de nadie (1. edición). Tlaxcala, México: Instituto Tlaxcalteca de Cultura : Gobierno del Estado de Tlaxcala. ISBN 9789687916378.
- Aguilar Temoltzin, Minerva (2012). Exit 2012. Tlaxcala, México: Instituto Tlaxcalteca de Cultura.